# Pippa Mann
Pour les articles homonymes, voir Mann.

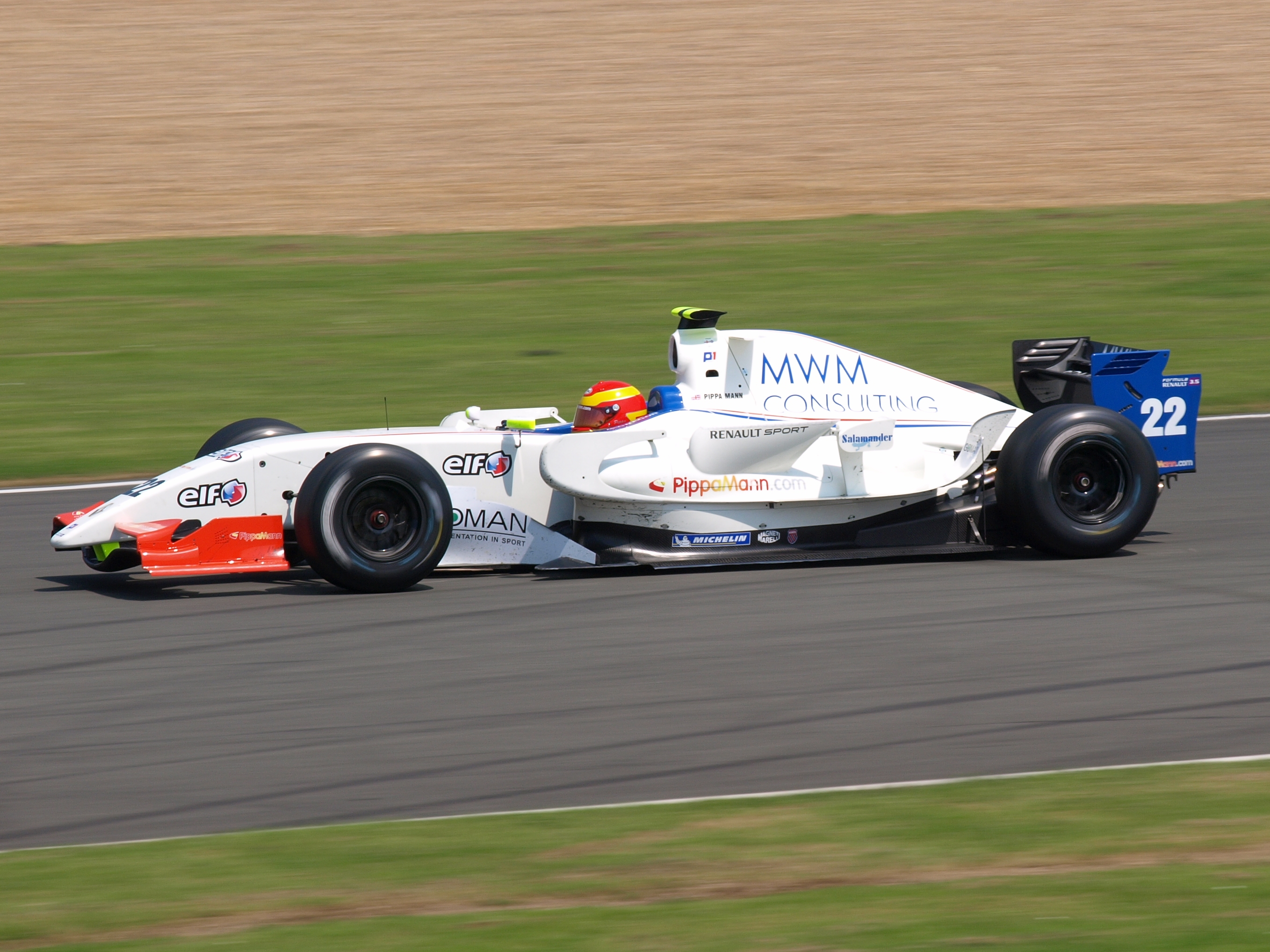
Pippa Mann en 2008.

Pippa Mann (née le 11 août 1983 à Londres) est une pilote britannique qui évolue actuellement en IndyCar Series.

## Débuts
Pippa Mann commence sa carrière en 2003 dans le Championnat britannique de Formule Renault, où elle dispute 20 courses jusqu'en 2004.

Par la suite, elle alterne différents championnats jusqu'en 2008, sans obtenir de grands résultats.

## Indy Lights
Elle reste déterminée et prend la direction du continent nord-américain en 2009, elle s'engage avec le Panther Racing pour courir en Indy Lights, elle y signe comme meilleur résultat une 8e place lors de la dernière manche à Miami.
C'est seulement en 2010 qu'elle voit sa carrière prendre son envol, elle rejoint le Sam Schmidt Motorsports et impressionne en signant la pole à Indianapolis, la première pour une femme dans cette discipline.

Dans la foulée, elle remporte l'épreuve du Kentucky  et rejoint Ana Beatriz parmi les femmes vainqueur dans ce championnat.

## IndyCar Series
En 2011, elle essaye de franchir le pas pour atteindre la discipline reine, l'IndyCar Series, mais ne trouve pas de contrat à temps plein. Malgré cela, elle réussit à rejoindre le team Conquest Racing pour courir à l'Indy 500, où elle termine 20e. La suite est nettement plus difficile, elle connaît un accident lors des essais à Loudon, toujours dans la même équipe, mais se remet rapidement et parvient à trouver un volant chez Rahal Letterman Lanigan Racing pour la dernière course de la saison, à Las Vegas. Lors de cette épreuve, elle est impliquée dans le carambolage qui a coûté la vie à Dan Wheldon et est transportée à l'hôpital pour des brûlures à la main droite.

## Palmarès
- 1 victoire en Indy Lights: au Kentucky en 2010.
- Première femme à réaliser une pole en Indy Lights, à Indianapolis en 2010.

## Résultats
| Saison | Series                           | Ecurie                         | Courses | Victoires | Poles | Meilleur tour | Podiums | Points | Place |
| ------ | -------------------------------- | ------------------------------ | ------- | --------- | ----- | ------------- | ------- | ------ | ----- |
| 2003   | Formula Renault UK Winter Series | Manor Motorsport               |         | 3         | 0     | 0             | 0       | 3      | 22nd  |
| 2004   | Formula Renault UK               | Team JVA                       |         | 17        | 0     | 0             | 0       | 14     | 34th  |
| 2005   | French Formula Renault 2.0       | Comtec Racing                  |         | 12        | 0     | 0             | 0       | 1      | 21st  |
| 2005   | Eurocup Formula Renault 2.0      | Comtec Racing                  | 5       | 15        | 0     | 0             | 0       | 0      | NC    |
| 2006   | Eurocup Formula Renault 2.0      | Comtec Team                    | 1       | 14        | 0     | 0             | 0       | 0      | NC    |
| 2006   | Formula Renault UK               | Comtec Racing                  |         | 16        | 0     | 0             | 0       | 87     | 19th  |
| 2007   | Formula Renault 3.5 Series       | Cram Competition               | 20      | 16        | 0     | 0             | 0       | 1      | 27th  |
| 2008   | Formula Renault 3.5 Series       | P1 Motorsport                  | 22      | 17        | 0     | 0             | 0       | 5      | 25th  |
| 2008   | Porsche Carrera Cup GB           | Team Eurotech                  | 10      | 6         | 0     | 0             | 0       | 15     | 17th  |
| 2009   | Indy Lights                      | Panther Racing                 | 16      | 15        | 0     | 0             | 0       | 237    | 14th  |
| 2010   | Indy Lights                      | Sam Schmidt Motorsports        | 11      | 12        | 1     | 3             | 0       | 312    | 5th   |
| 2011   | IndyCar Series                   | Conquest Racing                | 36      | 1         | 0     | 0             | 0       | 32     | 38th  |
| 2011   | IndyCar Series                   | Rahal Letterman Lanigan Racing | 30      | 1         | 0     | 0             | 0       | 32     | 38th  |
| 2012   | Auto GP World Series             | Campos Racing                  | 1       | 2         | 0     | 0             | 0       | 5      | 20th  |
| 2013   | IndyCar Series                   | Dale Coyne Racing              | 18/63   | 4         | 0     | 0             | 0       | 34     | 31st  |
| 2014   | IndyCar Series                   | Dale Coyne Racing              | 63      | 1         | 0     | 0             | 0       | 21     | 33rd  |
| 2015   | IndyCar Series                   | Dale Coyne Racing              | 19/63   | 6         | 0     | 0             | 0       | 76     | 27th  |
| 2016   | IndyCar Series                   | Dale Coyne Racing              | 19/63   | 2         | 0     | 0             | 0       | 46     | 29th  |
| 2017   | IndyCar Series                   | Dale Coyne Racing              | 63      | 1         | 0     | 0             | 0       | 32     | 30th  |
| 2019   | IndyCar Series                   | Clauson-Marshall Racing        | 6       | 1         | 0     | 0             | 0       | 0      | 31st  |

### Résultats aux 500 miles d'Indianapolis
| Année | Châssis | Moteur    | Départ | Arrivée | Équipe                  |
| ----- | ------- | --------- | ------ | ------- | ----------------------- |
| 2011  | Dallara | Honda     | 32     | 20      | Conquest Racing         |
| 2013  | Dallara | Honda     | 30     | 30      | Dale Coyne Racing       |
| 2014  | Dallara | Honda     | 22     | 24      | Dale Coyne Racing       |
| 2015  | Dallara | Honda     | 26     | 22      | Dale Coyne Racing       |
| 2016  | Dallara | Honda     | 25     | 18      | Dale Coyne Racing       |
| 2017  | Dallara | Honda     | 28     | 17      | Dale Coyne Racing       |
| 2019  | Dallara | Chevrolet | 30     | 16      | Clauson-Marshall Racing |